# Europa Lander
L'Europa Lander és una proposta de missió espacial contenint un orbitador/mòdul de descens de l'Agència Espacial Federal Russa dissenyada per estudiar el sistema de satèl·lits de Júpiter, i explorar Europa.
L'Europa Lander serà llançat en el 2020 amb una arribada planejada pel 2024. La sonda formarà part de l'Europa Jupiter System Mission que s'està preparant per estudiar el sistema de satèl·lits jovians, i el planeta Júpiter. S'espera que l'orbitador realitzi 13 sobrevols de Ganimedes, i 4 sobrevols de Cal·listo. L'orbitador transportarà fins a 50 kg d'instruments científics, i el mòdul de descens en podrà portar fins a 70 kg. La missió serà llançada des d'un coet Proton M. La missió utilitzaria parts que foren dissenyades per la missió Fobos-Grunt. El mòdul de descens està programat que investigi l'oceà sota la capa de gel d'Europa. També s'espera que investigi la capa de gel d'Europa, i l'atmosfera. Està dissenyat per ajudar a confirmar els resultats anteriors de la Pioneer, Voyager, Galileo, i les observacions de telescopis terrestres. No obstant, es preveu que l'orbitador realitzi diversos sobrevols d'altres satèl·lits jovians abans de col·locar-se en una inserció permanent al voltant d'Europa.